# Саламин (город)
Салами́н, также Саламис (греч. Σαλαμίς ή Σαλαμίνα), Кулури (Κούλουρη) — город в Греции. Расположен на высоте 20 метров над уровнем моря, в северной части одноимённого острова, между побережьем бухты Саламис и Саламинским проливом в 20 километрах к западу от центра Афин. Административный центр одноимённой общины и периферийной единицы Острова в периферии Аттика. Население 25 370 человек по переписи 2011 года.
В восточном районе Палукия (Παλούκια) находится главный порт острова. В порту действует паромная переправа в Пераму.
В здании бывшей начальной школы находится Археологический музей Саламина. Коллекция музея содержит керамику и скульптуры, найденные на острове и относящиеся ко времени с позднего неолита до поздней Античности. В здании мэрии находится этнографический музей.
Церковь Святого Мины открыта в 1869 году и включает работы Яннулиса Халепаса. В церкви Святого Димитрия 1806 года находятся работы Яннулиса Халепаса и гробница Георгиоса Караискакиса.

## Сообщество Саламин
В 1835 году была создана община Саламин. В 1912 году (ΦΕΚ 262Α) община упразднена и создано сообщество. В сообщество входят острова Айос-Еорьос, Арпидони, Лерос, Макронисос, Мегали-Кира, Микри-Кира и Ревитуса, монастырь Фанеромени и четыре населённых пункта. Население 25 888 человек по переписи 2011 года. Площадь 38,128 квадратного километра.
| Населённый пункт     | Население (2011), человек |
| -------------------- | ------------------------- |
| Айос-Еорьос (остров) | 0                         |
| Арпидони (остров)    | 0                         |
| Баци                 | 235                       |
| Лерос (остров)       | 0                         |
| Макронисос (остров)  | 0                         |
| Мегали-Кира (остров) | 0                         |
| Микри-Кира (остров)  | 0                         |
| Монастырь Фанеромени | 27                        |
| Ревитуса (остров)    | 0                         |
| Саламин              | 25 370                    |
| Стенон               | 198                       |
| Элинико              | 58                        |

## Население
| Год  | Население, человек |
| ---- | ------------------ |
| 1991 | 20 942             |
| 2001 | 24 446             |
| 2011 | ↗ 25 370           |